# Hamburg-Wandsbek
Hamburg-Wandsbek este un sector al orașului hanseatic Hamburg, și care cuprinde  în partea de nord a orașului 18 cartiere cu peste 400 000 de locuitori.
Sectorul se împarte în 5 sectoare regionale Wandsbek, Alstertal, Bramfeld, Rahlstedt și Walddörfer cu 18 cartiere
In zona centrală a sectorului se găsesc cartierele:
- Eilbek, Jenfeld, Marienthal, Tonndorf și Wandsbek cu 101.800 de locuitori.